# Jasja Nottelman
Jasja Nottelman (Kampen, 8 februari 1970) is een Nederlands predikant en pastor.

## Levensloop
Nottelman ging naar het Bogerman College in Sneek en studeerde aansluitend theologie aan de Rijksuniversiteit Groningen.
Nottelman ging in 1998 werken voor de protestantse kerk waar zij verbonden was aan de Oecumenische Janskerkgemeente in Utrecht. In 2002 ging zij werken als mentor waarbij ze predikanten en kerkelijk werkers in opleiding begeleide. Hierna werd zij studentenpastor aan de Protestantse Theologische Universiteit. In 2007 werd ze stagebegeleider aan de Christelijke Hogeschool Ede. Ze was daarnaast redactielid van het christelijke tijdschrift Predikant en Samenleving en bestuurslid van Stichting de 7evende Hemel. In 2021 werd ze mede-eigenaar van School in Visvliet en werkt daarnaast parttime als studentenpastor bij het Groninger Studentenplatform.

## Publicatie
- (2018) Preektijgers, pastores, pioniers predikantschap in de 21ste eeuw (i.s.m. andere auteurs)